# Sobekemsaf
Sobekemsaf (fl. XVII secolo a.C.) è stato un sovrano egizio inserito nella XVII dinastia.

## Biografia
Malgrado venga spesso indicato come Sobekemsaf I non deve essere confuso con Sekhemra Wadjkhau, un sovrano recante lo stesso nome e compreso nella XIII dinastia che talvolta viene identificato dagli storici moderni come Sobekemsaf I.
L'attività edilizia di questo sovrano è stata rilevata nella regione tebana, ad Abido e ad Elefantina provando così come Sobekemsaf controllasse tutto l'Alto Egitto.
A lui sono anche attribuiti alcuni graffiti provenienti dalle cave dello Uadi Hammamat, nelle quali riprese l'estrazione dei minerali.

Sobekemsaf venne sepolto in una tomba a Dra Abu el-Naga.

## Liste Reali
| N5 | S42 · Z1 | G7 | HASH |

| N5 | S42 · Z1 | G7 | HASH |

| N5 | S42 · Z1 | G7 | HASH |

| N5 | S42 · Z1 | G7 | HASH |

| N5 | S42 · Z1 | G7 | HASH |

| N5 | S42 · Z1 | G7 | HASH |

| N5 | S42 · Z1 | G7 | HASH |

| N5 | S42 · Z1 | G7 | HASH |

## Titolatura
| G5 |

| G5 |

| R4 | R8A |

| R4 | R8A |

| R4 | R8A |

| R4 | R8A |

| R4 | R8A |

| R4 | R8A |

| R4 | R8A |

| R4 | R8A |

| G16 |

| G16 |

| D36 · N37 | L1 · Z2 |

| D36 · N37 | L1 · Z2 |

| G8 |

| G8 |

| i | n · X7 | D32 | Z1 | N17 · N17 |

| i | n · X7 | D32 | Z1 | N17 · N17 |

| M23 · X1 | L2 · X1 |

| M23 · X1 | L2 · X1 |

| N5 | S42 | M13 | N28 · Z2 |

| N5 | S42 | M13 | N28 · Z2 |

| N5 | S42 | M13 | N28 · Z2 |

| N5 | S42 | M13 | N28 · Z2 |

| N5 | S42 | M13 | N28 · Z2 |

| N5 | S42 | M13 | N28 · Z2 |

| N5 | S42 | M13 | N28 · Z2 |

| N5 | S42 | M13 | N28 · Z2 |

| G39 | N5 |

| G39 | N5 |

| I5 | m | V16 | Z1 · f |

| I5 | m | V16 | Z1 · f |

| I5 | m | V16 | Z1 · f |

| I5 | m | V16 | Z1 · f |

| I5 | m | V16 | Z1 · f |

| I5 | m | V16 | Z1 · f |

| I5 | m | V16 | Z1 · f |

| I5 | m | V16 | Z1 · f |

## Galleria d'immagini

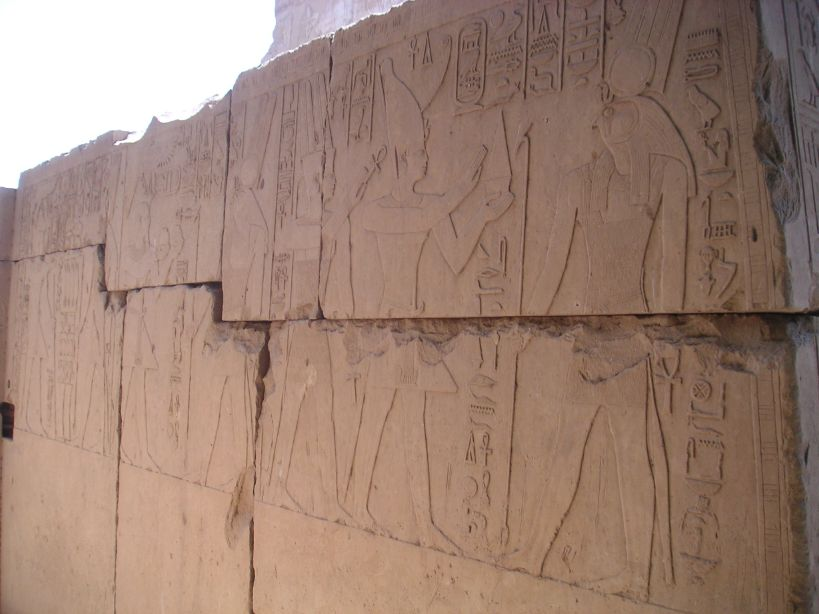
Rilievo di Sekhemra Wadjkhau da Karnak
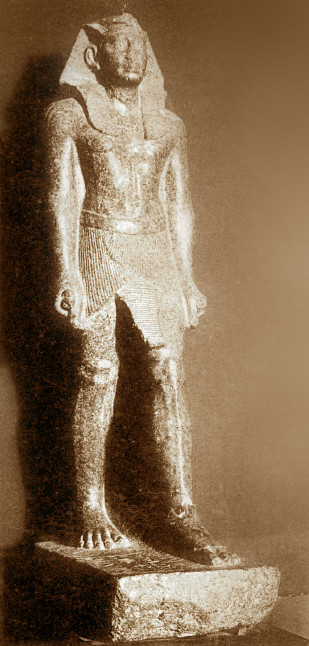

## Cronologia
| Periodo                    | Dinastia | Anni di regno                    |
| Secondo periodo intermedio | XVII     | 1620 a.C. - 1600 a.C.(± 30 anni) |

| Autore | Anni di regno         |
| ------ | --------------------- |
| Franke | 1619 a.C. - 1603 a.C. |
| Ryholt | 1566 a.C. - 1559 a.C. |

| predecessore: Rahotep | Signore del Basso e dell'Alto Egitto | successore: Djeuti |

| Dinastie contemporanee | Capitale |
| XV                     | Avaris   |
| XVI                    | varie    |